# 鄭貴弘
鄭貴弘（チョン キホン、1986年10月2日 - ）は、元ラグビー選手。

## プロフィール
- 大阪府出身。
- ポジションはプロップ(PR)。
- 身長 185cm、体重 110kg
- 韓国代表に選ばれたことがある[1]。

## 略歴
2005年、大阪朝鮮高校卒業後、京都産業大学に入る。なお大阪朝鮮高校時代に花園に2回出場していて、第28回全国高校東西対抗試合の参加メンバーに選出された。
2009年、京都産業大学卒業後、近鉄ライナーズに加入。
5シーズンプレーした。
2012年10月20日に行われたジャパンラグビートップリーグ第7節のトヨタ自動車ヴェルブリッツ戦に先発出場で公式戦初出場を果たした。
2014年、釜石シーウェイブスに加入。2014年度のほとんどの試合に先発出場してチームのトップチャレンジとトップリーグ入替戦出場に貢献した。
2016年、釜石シーウェイブスを退団した。